# Цыпин, Геннадий Моисеевич
Геннадий Моисеевич Цыпин (12 декабря 1930, Москва — 3 сентября 2024, Москва) — советский и российский музыковед, музыкальный педагог. Доктор педагогических наук (1979). Заслуженный работник высшей школы РФ (2004).

## Биография
Окончил Центральную музыкальную школу (1949, класс В. С. Никифоровой), фортепианный факультет Московской консерватории (1954, класс Л. Н. Оборина), аспирантуру при Государственном институте им. Гнесиных (1964, научный руководитель А. Д. Алексеев). В 1967 г. защитил кандидатскую диссертацию по искусствоведению на тему «Творчество французского композитора М. Равеля». В 1977 году защитил докторскую диссертацию по педагогике на тему «Проблема развивающего обучения в музыке».
С 1964 г. работал на музыкальном факультете Московского государственного педагогического института им. В. И. Ленина (с 1969 г. доцент, с  1980 г. профессор, в 1976—1981 и 1994—1996 гг. заведующий кафедрой музыкальных инструментов). Основатель научной школы «Развитие общих и специальных (музыкальных) способностей в процессе обучения музыке».
Умер 3 сентября 2024 года. Прах захоронен на Калитниковском кладбище.

## Сочинения
- Морис Равель. — М.: Музгиз, 1959. — 135 с., 5 л. портр.: нот.
- А. С. Аренский. — М.: Музыка, 1966. — 179 с.: нот. ил.
- Я. В. Флиер. — М.: Музыка, 1972. — 128 с., 8 л. ил.
- Святослав Рихтер: Творч. портрет. — М.: Музыка, 1977. — 25 с.: ил. — (Мастера исполнительского искусства).
  - То же. 2-е изд. — М.: Музыка, 1981. — 25, [7] с.: ил. — (Мастера исполнит. искусства).
  - То же. 3-е изд., доп. — М.: Музыка, 1987. — 31, [1] с.: ил., портр. — (Мастера исполнительского искусства).
- Портреты советских пианистов: Муз.-критич. статьи. — М.: Сов. композитор, 1982. — 239 с., 8 л. ил.
  - То же. 2-е изд., доп. — М.: Сов. композитор, 1990. — 327, [4] с.: портр.
- Обучение игре на фортепиано. — М.: Просвещение, 1984. — 176 с.
  - То же. 2-е изд., испр. и доп. — М.: Юрайт, 2019. — 244, [2] с.
- Музыкант и его работа: Проблемы психологии творчества. Кн. 1. — М.: Сов. композитор, 1988. — 382, [2] с.: ил.
- Шопен и русская пианистическая традиция. — М.: Музыка, 1990. — 95, [3] с.
- Человек. Талант. Труд: Музыкант в современном мире: Кн. для учителя. — М.: Просвещение, 1992. — 239, [1] с.
- Концертная сцена России: Проблемы. Суждения. Мнения. — М.: Феникс АРТ, 1993. — 177, [2] с.
- Психология музыкальной деятельности: проблемы, суждения, мнения: Пособие для учащихся муз. отд-ний педвузов и консерваторий. — М.: Интерпракс, 1994. — 373, [1] с.
- 15 бесед с Евгением Светлановым. — [М.]: ТОО «Рус. музыка», [1995]. — 142, [1] с.
- Исполнитель и техника: Учеб. пособие для студентов музык.-пед. фак. и отд-ний сред. и высш. пед. учеб. заведений. — М.: Academia, 1999. — 183, [2] с.
  - То же. 2-е изд., испр. и доп. — М.: Юрайт, 2019. — 191, [2] с.
- Музыкально-исполнительское искусство: Теория и практика. — СПб.: Алетейя, 2001. — 318, [1] с.
- Диссертационное исследование в области музыкальной культуры и педагогики: (проблемы содержания, формы, языка и стиля). — Тамбов: Тамб. гос. муз.-пед. ин-т, 2005. — 337 с.
  - То же. Изд. 2-е, доп. — Тамбов — М. — СПб. — Баку — Вена: Нобелистика, 2008. — 246 с.
- Сценическое волнение и другие аспекты психологии исполнительской деятельности. — М.: Музыка, 2010. — 124, [1] с.
- Проблемы диссертационного исследования в области музыкальной культуры и педагогики: (содержательные и организационно-технологические аспекты). — М.: МГИМ им. А. Г. Шнитке, 2016. — 281, [1] с.
- Беседы с Альфредом Шнитке. — М.: Согласие, 2017. — 43, [2] с.
- Психология творческой деятельности. Музыка и другие искусства. — М.: Юрайт, 2018. — 200, [2] с. — (Актуальные монографии).
- Музыкальное исполнительство и педагогика: учебник для вузов. — М.: Юрайт, 2019. — 185, [2] с.
- Музыка и педагогика: Размышления и соображения. — М.: Согласие, 2020. — 82, [1] с.

### Составление
- Музыкальная педагогика и исполнительство: Афоризмы, цитаты, изречения: Учебное пособие / Сост. и коммент. Г. М. Цыпина. — М.: МПГУ; Прометей, 2011. — 403 с.